# 玉名村
玉名村（たまなむら）は、熊本県の北部、玉名郡にかつてあった村。

## 歴史
- 1889年4月1日 - 玉名郡玉名村、両迫間村が合併し、玉名村が成立。
- 1954年4月1日 - 玉名町、築山村、滑石村、大浜町、豊水村、八嘉村、梅林村、小田村、石貫村、月瀬村、伊倉町と合併して玉名市となる。

## 学校
- 玉名村立玉名小学校